# Patrick Forrester
Patrick Graham Forrester est un astronaute américain né le 31 mars 1957.

## Biographie
Forrster a obtenu un baccalauréat en sciences appliquées et en génie de l'Académie militaire américaine en 1979, puis une maîtrise de sciences en génie mécanique et aérospatial de l'université de Virginie en 1989. Il devient colonel-ingénieur de l'armée américaine. Il avait candidaté pour le groupe d'astronautes 15 de la NASA, mais a finalement été sélectionné dans le groupe 16, la plus grande sélection jamais réalisée. Il a quitté le statut d'astronaute actif en 2011.
Du 2 juin 2017 au 20 décembre 2020, Patrick Forrester est chef du Bureau des astronautes.

## Vols réalisés
- 10 août 2001 à bord de la mission STS-105 Discovery, 11e vol de la navette américaine vers la station spatiale internationale. Forrester réalise deux sorties extravéhiculaires (EVA) au cours de cette mission.
- 8 juin 2007 : Vol STS-117 (Atlantis) en direction de la station spatiale internationale, afin d'apporter des panneaux solaires. Forrester réalise deux sorties extravéhiculaires (EVA) au cours de cette mission, totalisant 25 heures et 30 minutes dans le vide[3].
- 28 août 2009 : Vol STS-128 (Discovery) en direction de la station spatiale internationale.

## Galerie

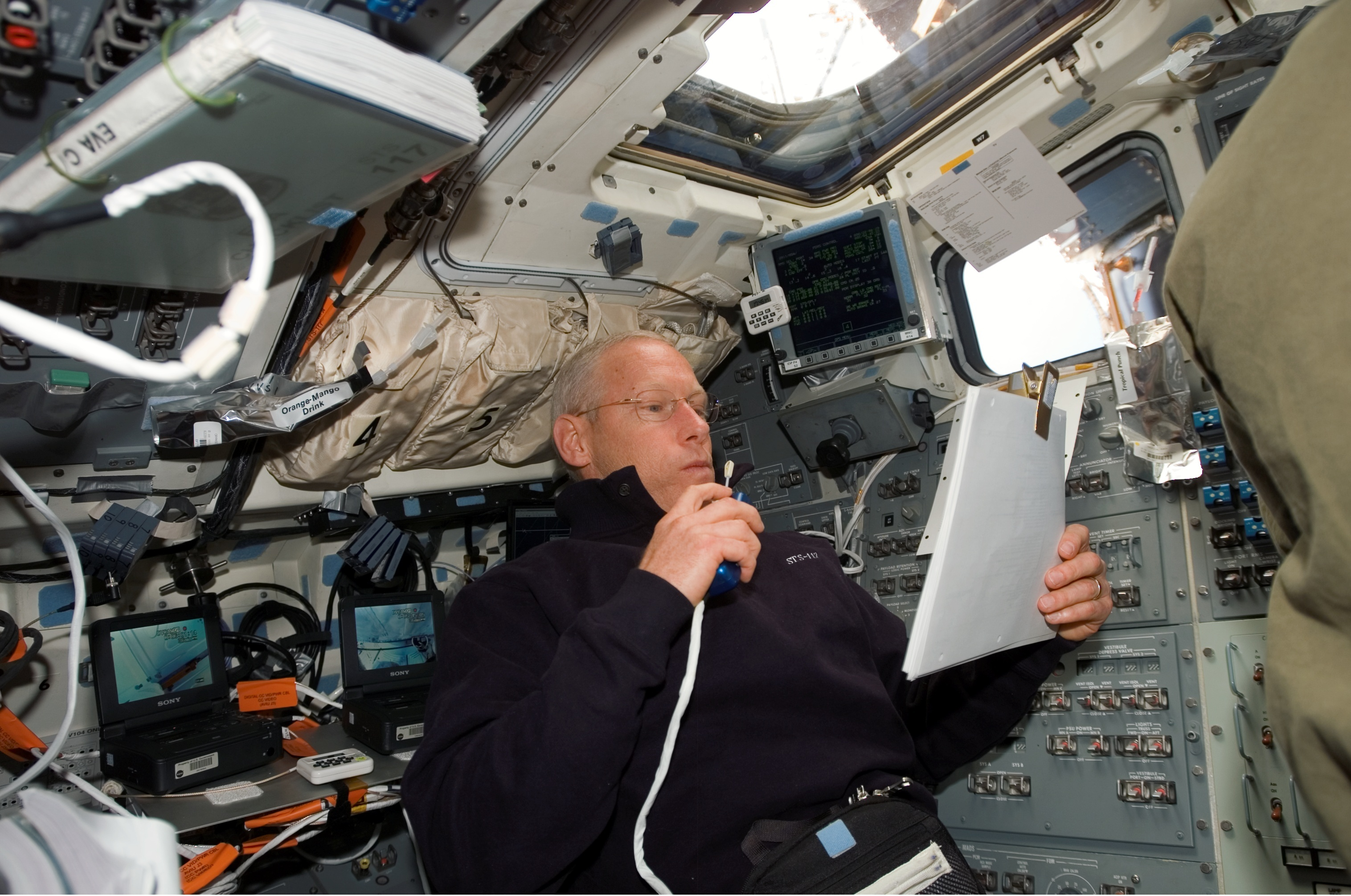
Lors de STS-117.
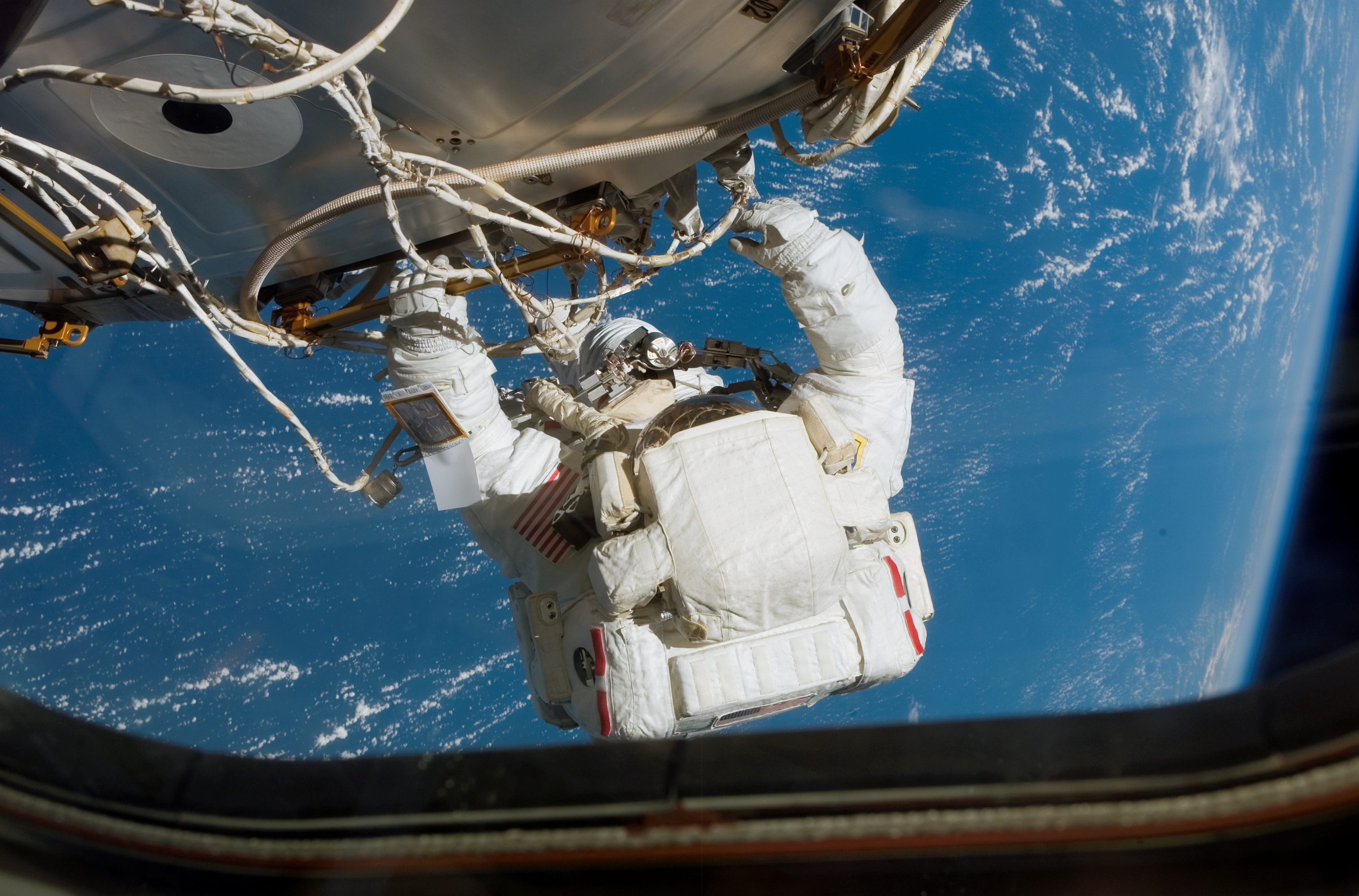
Lors de sa quatrième sortie extravéhiculaire, en 2008.